# Andrij Miziuk
Andrij Iwanowycz Miziuk (ukr. Андрій Іванович Мізюк; ros. Андрей Иванович Мизюк, ur. 1912 w Kołkach, zm. ?) – radziecki działacz partyjny i państwowy.

## Życiorys
We wczesnej młodości związał się z ruchem komunistycznym, 1930 został sekretarzem komórki Komunistycznego Związku Młodzieży Zachodniej Ukrainy, działał w partii "Sel-Rob", 1932 został aresztowany przez polskie władze, 1933 wstąpił do KPZU. W 1934 został ponownie aresztowany przez polską policję i 1936 zwolniony, 1938 aresztowany po raz trzeci i 1939 zwolniony. Po agresji ZSRR na Polskę 17 września 1939 został przewodniczącym tymczasowego zarządu gminnego w Kołkach, 1940-1941 był zastępcą przewodniczącego i przewodniczącym rejonowej komisji planowej w Kołkach, 1941 został ewakuowany do obwodu południowokazachstańskiego, potem do 1944 służył w Armii Czerwonej. W 1944 został zastępcą przewodniczącego, potem przewodniczącym komitetu wykonawczego rady rejonowej w Kołkach, 1946-1948 był słuchaczem Szkoły Partyjnej przy KC KP(b)U. Od 1948 do lutego 1949 był I sekretarzem turzyskiego rejonowego komitetu KP(b)U, od lutego 1949 do września 1952 przewodniczącym Komitetu Wykonawczego Wołyńskiej Rady Obwodowej, a od lipca 1954 do 1957 przewodniczącym Komitetu Wykonawczego Rady Miejskiej Łucka.

## Odznaczenia
- Order Wojny Ojczyźnianej I klasy
- Order Czerwonego Sztandaru Pracy
- Order Czerwonej Gwiazdy
- Order „Znak Honoru”